# 秘録怪猫伝
『秘録怪猫伝』（ひろくかいびょうでん）とは、1969年12月20日に劇場公開された大映製作のエロティックホラー時代劇映画作品。田中徳三監督作。佐賀藩に伝わる鍋島の化け猫騒動を扱った映画で、田中徳三にとって、最後の大映製作映画監督作品でもある。

## 概要
カラーワイド作品唯一の本格化け猫映画。たま役のネコは公募され、最終選考に残った60匹の中から選ばれた。
公開直前、この映画に出演した毛利郁子が12月14日に愛人刺殺事件を犯して逮捕された。

## あらすじ
小夜の美しさに心を奪われていた鍋島丹後守は小夜の兄である又七郎を惨殺。小夜は復讐を愛猫に託し自害。その夜から城内には怪奇な出来事が発生する。

## 登場人物
- 小森半左衛門 ：本郷功次郎
- お豊の方 ：小林直美
- 小夜 ：亀井光代
- 矢淵刑部 ：戸浦六宏
- 鍋島丹後守 ：上野山功一
- 早苗 ：川崎あかね
- 浪江 ：丘夏子
- 沢の井 ：毛利郁子
- 竜造寺又七郎 ：戸田皓久
- 五月 ：熱田洋子
- 八重 ：白川千秋
- 小信 ：和田かつら
- しの ：三輪京子
- 栗助 ：寺島雄作
- 島崎庄兵衛 ：杉山昌三九
- 郷田甚左衛門 ：玉置一恵

## 併映作品
『眠狂四郎 卍斬り』
- 監督：池広一夫 / 主演：松方弘樹
- 大映版『眠狂四郎』シリーズ第14作（松方版は第2作）にして最終作。